# Христо Килифарски
Христо Стоянов Килифарски е български биолог, книгоиздател и кооперативен деец.

## Биография
Роден е на 9 януари 1876 г. в с. Хърсово, Кеманларско. През 1903 г. завършва биология в Йена, Германия, a през 1905 г. - естествени науки във Виена, Австро-Унгария. От 1904 до 1906 г. е сътрудник на руския биолог Николай Ю. Зограф. През 1906 – 1914 г. е учител в гимназията в Курск. От 1914 до 1917 г. е инструктор в Киевското градско управление, а през 1918 – 1921 г. е делегат на Украинския Червен кръст при репатрирането на руски военнопленници. В периода 1921 – 1969 г. е организатор на трудови кооперации. 
Умира на 10 април 1969 г. в с. Самуил, Разградско.
Личният му архив се съхранява във фонд 1444К в Централен държавен архив. Той се състои от 331 архивни единици от периода 1890 до 1972 г.